# Địa lý Belarus
Cộng hòa Belarus là một quốc gia nằm ở Đông Âu. Belarus có biên giới với 5 quốc gia: phía tây tiếp giáp với Ba Lan, phía bắc với Litva và Latvia, phía đông là Nga và phía Nam là Ukraina. Nước cộng hòa này không tiếp giáp biển.
Trên lãnh thổ Belarus có hơn 4.000 biển hồ, nhiêu sông và đầm. Sông lớn nhất là sông Dnepr (Днепр).
Khí hậu Belarus ấm áp mang hơi ẩm của biển Baltic, vì thế nên mưa nhiều.
Vị trí của Belarus tại châu Âu giúp quốc gia này trở thành điểm giao lưu kinh tế của các quốc gia phía đông và tây.